# 維拉科略山 (帕爾卡區)
17°39′36″S 69°52′25″W / 17.66000°S 69.87361°W
維拉科略山（Wila Qullu），是秘魯的山峰，位於該國南部塔克納大區，由塔克納省的帕爾卡區負責管轄，屬於安地斯山脈的一部分，海拔高度4,600米。